# سن (رود)
 سن رودی است به ویستولا می‌ریزد. این رود از کشور لهستان می‌گذرد.